# 李登輝政権
李登輝政権（りとうきせいけん、台: 李登輝政府）は、中国国民党の李登輝が第4代総統に就任し、1988年1月13日から2000年5月20日まで続いた中華民国（台湾）の政権。
1984年に国民大会による間接選挙で蔣経国総統から指名され副総統に当選した李登輝が、1988年の蔣経国の死去により総統に昇格して発足した。
1990年の総統選挙で再選され、1996年には初の総統直接選挙を実現し、54.00%の得票率で再選した。
自らが副総統から昇格したため、副総統は1990年まで欠員、第8期には李元簇、第9期には連戦が指名され、行政院長（首相）は蔣経国政権から続投した兪国華と、李煥、郝柏村、連戦、蕭万長の5人が歴任した。なお、連戦は行政院長退任後に副総統に就任している。
李登輝は中華民国初の台湾本省人の元首である。また、初の台湾客家の血統を持つ総統でもある。
李登輝政権下では4度の憲法増修条文改正、動員戡乱時期臨時条款の廃止、立法院全面改選、総統直接選挙などの多くの改革が実行され、これらの改革により、長年続いた国民党による一党独裁は終焉を迎え、最終的に主権が台湾地区住民にあるという民主主義の原則を確立し、民主化に繋がった。このため李登輝「台湾民主化の父」として評価されている。

## 政権人事

### 副総統
| 代 | 写真 | 氏名   | 在任期間      | 在任期間      | 政党       | 脚注 |
| 代 | 写真 | 氏名   | 就任日        | 退任日        | 政党       | 脚注 |
| -- | ---- | ------ | ------------- | ------------- | ---------- | ---- |
| 6  |      | 李元簇 | 1990年5月20日 | 1996年5月20日 | 中国国民党 |      |
| 7  |      | 連戦   | 1996年5月20日 | 2000年5月20日 | 中国国民党 |      |

### 行政院長
| 代 | 写真 | 氏名   | 在任期間      | 在任期間      | 政党       | 脚注                           |
| 代 | 写真 | 氏名   | 就任日        | 退任日        | 政党       | 脚注                           |
| -- | ---- | ------ | ------------- | ------------- | ---------- | ------------------------------ |
| 11 |      | 兪国華 | 1984年6月1日  | 1989年5月31日 | 中国国民党 |                                |
| 12 |      | 李煥   | 1989年6月1日  | 1990年5月31日 | 中国国民党 |                                |
| 13 |      | 郝柏村 | 1990年6月1日  | 1993年2月27日 | 中国国民党 |                                |
| 14 |      | 連戦   | 1993年2月27日 | 1997年8月31日 | 中国国民党 |                                |
| 15 |      | 蕭万長 | 1997年9月1日  | 2000年5月20日 | 中国国民党 | 2008年総統選挙で副総統に当選。 |

## 内政

### 政治改革

#### 憲法

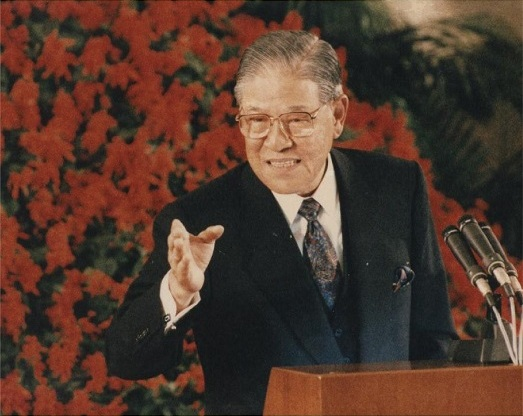
動員戡乱時期臨時条款の終了を発表する李登輝（1991年5月1日）

1991年5月1日、李登輝派「動員戡乱時期臨時条款」を正式に終了させる総統令に署名し、同時に中華民国憲法増修条文を制定した。約40年ぶりに憲法機能が回復した。李登輝政権下では「国家統一前の臨時的な追加条項」という形式で、合計6回の実質的な憲法改正が試みられた。
- 総統と副総統の任期は6年から4年に、国民大会による間接選挙から台湾地区在住の国民による直接選挙への変更。
- 立法院の同意なしに総統が直接行政院長を任命できる権限が与えられ、半大統領制への移行。
- 憲法改正や領土変更の権限をもつ国民大会は、立法院の提案の際にのみ選挙が行われる。
- 司法院大法官の任期は1期のみの8年の変更、憲法裁判所の設置。
- 監察委員は、選挙による選出から総統の指名による任命への変更。

#### 地方自治
中華民国の台湾への移転以降も行政区画は変更されず、台湾省政府、台湾省議会、福建省政府が存在していた。また、1967年に台北市、1979年に高雄市が直轄市へ昇格していた。台湾省の管轄だった県・市と異なり、台湾省長・直轄市長は直接選挙による選出ではなく、中央政府により任命されていた。
1994年、台湾省長・直轄市長の初の直接選挙が行われた。しかし、台湾省長選挙の有権者は台北市・高雄市・福建省の3つの行政区を除く、台湾地区のほぼ全域を範囲としており、総統選挙の有権者に近い人数となっていた。総統より得票数の多い台湾省長の誕生を回避と総統・台湾省・県市長の多重行政の解消のため、1997年、台湾省の機能が凍結された。このため、1994年台湾省長選挙が最初で最後の選挙となった。また、台湾省議会は立法機関としての機能を削除されて台湾省諮議会へ改組されたため、失職する議員への救済として立法院の定数が164から225に増加した。

### 民主化
1989年、鄧小平（中華人民共和国の最高指導者）は、民主化運動に対して武力弾圧という強硬手段を選び、六四天安門事件を引き起こして多数の死傷者が発生した。李登輝政権は大陸とは対照的に「静かな革命（寧靜革命）」を進め、武力衝突を起こすことなく台湾の民主化を成功させた。これにより、西側メディアから「Mr. デモクラシー」と称賛された。

#### 国会改選
1989年6月4日、中国大陸で六四天安門事件が発生すると、台湾でも民主化を求める世論が高まり、1990年に野百合学生運動が発生した。数千人の学生が中正紀念堂前の広場で座り込みを行い、万年国会の廃止と全面改選を要求した。李登輝総統は総統府において学生代表と会談し、全国会議の招集を通じた政治改革を進める方針を表明した。
これを受けて、大法官は釈字第261号を発表し、1948年から40年間その職に留まり続けている国民大会代表、立法委員、監察委員に対し辞任を求めた。これを受けて政府は、退職金の支給と引き換えに自主的な辞任を促した。その後1991年に国民大会代表、1992年に立法委員の全面改選が実施され、万年国会は解消された。

#### 総統直選
国会改選を受けて、野党・民進党は総統の直接選挙を求めたが、与党・国民党の保守派からの反対に直面した。国民党内部の「選挙人団を経由した擬似直接選挙」案の提示に対し、李登輝は地方世論を重視し総統・副総統の直接選挙実施に踏み切った。
1996年に総統の直接選挙が実施され、李登輝・連戦が第9代総統・副総統に選出された。これにより、台湾地区のみに限定された総統の民主的正統性が確立された。

#### 転型正義
二・二八事件は独裁政権時代の台湾において公に言及することがタブーとされており、事件に関する言及は厳しく規制され、軍事裁判にかけられる可能性もあった。
1995年、二・二八事件について李登輝は総統として初めて政府を代表し公式に謝罪した。同年、台北には二・二八記念碑が建立され、2月28日は「平和記念日」として国家の記念日に制定された。
また、同年には立法院が「二・二八事件処理及び賠償条例」を可決し、行政院は被害者および遺族に対する賠償と名誉回復を目的として、「二・二八事件記念基金会」を設立した。

#### ブラックリスト撤廃
戒厳令時代、海外に逃亡した反体制派の「ブラックリスト」を作成し、台湾独立や民主改革を主張した人物の入国を禁止し、情報収集や監視のため海外にスパイを派遣していた。
1992年7月、ブラックリストを正式に撤廃し、該当者の台湾への入国禁止を解除した。これにより、政治的出入国管理は終了し、法治国家としての原則に基づく移民・国籍政策への転換が進んだ。

### 921大地震
1999年9月21日午前1時47分（現地時間）、南投県集集鎮を震源とするマグニチュード7.3が発生した。震源に近い台湾中部の被害は特に甚大で、多くの家屋が倒壊し、道路や橋梁に大きな損傷が生じた。死者は2,415人、行方不明者は29人、負傷者は1万人以上に達した。水道・電力も断絶し、広範な地域でインフラが著しく損なわれた。
災害発生を受け、李登輝総統はただちに緊急命令を発し、国軍を動員して救助活動に投入させた。政府は民間から重機を調達し、瓦礫の除去や生存者の捜索を支援した。また、緊急予備費を用いた復旧対策も速やかに実施された。経済的な混乱を抑えるため、財政部は株価暴落の回避策として、株式市場の一時閉鎖（2日間）を決定した。
政府は併せて国際社会に支援を要請し、トルコ、シンガポール、日本、韓国、フランス、ロシアなど20か国以上から国際救助隊を受け入れた。これにより、国際的な人道支援が台湾に本格的に導入された初の事例ともなり、台湾の国際的存在感や外交関係にも一定の影響を与えた。

## 経済

### 経済概要
台湾は「アジア四小龍」の一つとして、1980年代から1990年代にかけて急速な経済成長を遂げた。国際通貨基金（IMF）のデータによると、台湾の一人当たりGDPは就任時（1988年）の6,338ドルから、退任時（2000年）には14,844ドルにまで達し、年平均成長率は約8.2％を記録した。

### 南向政策
1990年代、中国大陸への過度な経済依存を回避するため、1994年に「南向政策」を発表した。これはASEANの7か国（タイ、マレーシア、インドネシア、フィリピン、シンガポール、ベトナム、ブルネイ）への投資拡大と経済連携の強化を目的としたものであった。

### 六年国建
1991年、李登輝政権はインフラ整備と産業高度化を目的とする「六か年国家建設計画」を発表した。海運、鉄道、電力、上下水道といった社会基盤の整備に加え、半導体、精密機械、航空宇宙、電子工学などの戦略的新興産業への重点支援が掲げられた。

## 外交

### 実利的な外交
1971年の中華民国の国際連合脱退以降、多くの国が中華人民共和国を唯一の「中国」として承認するようになり、台湾は国際社会から次第に孤立を深めた。この状況を受け、蔣経国政権期には、正式な国交よりも経済などの実質的な関係を重視する「弾性外交」がとられた李登輝は蔣経国路線を継承して「実利的な外交（務實外交）」の概念を打ち出し、外交方針を各国と実質的かつ多層的な関係を築く路線を推し進めた。
この方針に基づき、アメリカにおける「米国在台湾協会（AIT）」をモデルとし、諸外国に「台北経済文化代表処」などの名称で代表事務所を設置。これらの機関を通じて、経済・貿易・教育・交通・文化交流を推進した。以後、実利外交は台湾外交政策の中核を占めるようになり、今日に至るまで継続されている。
李登輝政権下では世界各地に代表事務所を相次いで開設した。新たに設置された事務所の所在国には、ラトビア、ロシア、チェコスロバキア（後にチェコとスロバキア）、フィンランド、インド、ベトナム、イタリア、カナダ、ナイジェリア、ドイツ、オーストラリア、アルゼンチン、イスラエルなどが含まれる。これらの事務所は、当該国政府との非公式な交流拠点として機能し、ビザ・旅券発給などの領事業務も提供した。
外交関係を持たない国々との関係強化を図るため、李登輝政権は「休暇外交」という新たな手法を展開した。李登輝総統自身は在外訪問の名目で、シンガポール、フィリピン、タイ、インドネシア、ヨルダン、アラブ首長国連邦などの国交を持たない国を訪れ、現地要人と会談を行った。副総統の連戦も同様に、チェコ、アイスランド、オーストリア、ウクライナなど国交を持たない欧州諸国を極秘に訪問。当時のチェコ大統領ヴァーツラフ・ハヴェルや、ウクライナ大統領レオニード・クチマらと面会し、中華人民共和国による外交的封鎖を突破する象徴的な成果を挙げた。

### 国際参加

#### アジア太平洋経済協力
1991年、アジア太平洋経済協力（APEC）に「チャイニーズ・タイペイ」という名称と、外交部長を派遣しないという条件のもとで、中華民国の加盟が認められた。

#### 世界貿易機関
1990年、関税及び貿易に関する一般協定（GATT）への加盟を申請し、1992年にはオブザーバーとして会議に参加することが許可された。1994年にGATTは条約を更新し、世界貿易機関（WTO）を設立した。2001年、「台湾・澎湖・金門・馬祖個別関税地域」という名称で加盟が認められた。